# Джон Гаранд
Джон Гаранд (англ. Jean Cantius Garand; 1 січня 1888, Сен-Ремі — 16 лютого 1974, Спрингфілд) — канадсько-американський конструктор вогнепальної зброї? який створив самозарядну гвинтівку M1 Garand, яку широко використовували у армії США та Корпусі морської піхоти США під час Другої світової та Корейської воєн.

## Ранні роки
Гаранд народився на фермі поблизу Сен—Ремі, Квебек. Його батько переїхав до Джеветт-сіті, Коннектикут, з дітьми після смерті їхньої матері у 1899 році. Діти були зайняті на текстильній фабриці, де Джон зміг вивчити англійську під час прибирання підлоги. Джон зацікавився зброєю і навчився стріляти після роботи у тирі. Під час роботи на текстильній фабриці Джон отримав знання механіка і був найнятий компанією з виробництва інструменту Браун та Шарп у 1909 році, яка знаходилася у Провіденсі, Род-Айленд. Пізніше, у 1916 році, він знайшов роботу в нью-йоркській компанії з виготовлення інструментів і продовжив навчатися стрільбі у тирі на Бродвеї.

## Розробка зброї

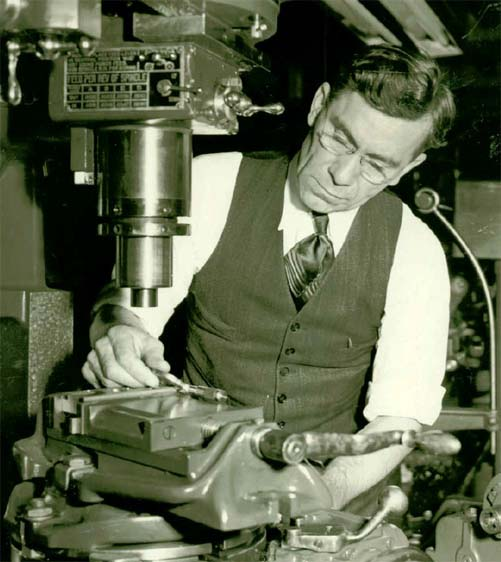
Гаранд у Спрингфілдському арсеналі

Любов Гаранда до техніки та стрільбі поєдналися у його хобі — виготовлення зброї, яким він почав займатися професійно у 1917 році. У цьому році армія США оголосила конкурс на створення конструкції легкого кулемета і саме конструкція Гаранда була обрана Військовим міністерством США. Гаранд отримав посаду в Бюро стандартів США у Вашингтоні, округ Колумбія. Його робота полягала у вдосконаленні зброї. Перша модель була побудована лише у 1919 році, занадто пізно для використання у Першій світовій війні, але уряд залишив Гаранда на посаді інженера у Спрингфілдському арсеналі, де він працював з 4 листопада 1919 року до виходу на пенсію у 1953 році.
У Спрингфілді, Массачусетс, Гаранд отримав завдання на створення основи для самозарядної гвинтівки та карабіну, які за допомогою відведення газів могли екстрактувати гільзу і досилати новий набій. Розробка ефективної, надійної та простої у розробці гвинтівки з урахування всіх зауважень армії США розтягнулася на 15 років. В результаті Semiautomatic, Caliber .30, M1 Rifle (англ. самозарядна гвинтівка калібру .30 М1) була запатентована Гарандом у 1932 році, і прийнята на службу армією США 9 січня 1936 року, а масове виробництво було розпочато у 1940 році. Вона замінила гвинтівку M1903 Springfield і стала основою зброєю піхоти під назвою гвинтівка Гаранда. За часів Другої світової війни було випущено більше чотирьох мільйонів гвинтівок M1. гвинтівки Гаранда довели свою ефективність і надійність та отримали високу оцінку від генерала Макартура. Генерал Паттон писав, «На мій погляд, M1 Garand найвизначніший засіб ведення війни з усіх коли-небудь створених.»

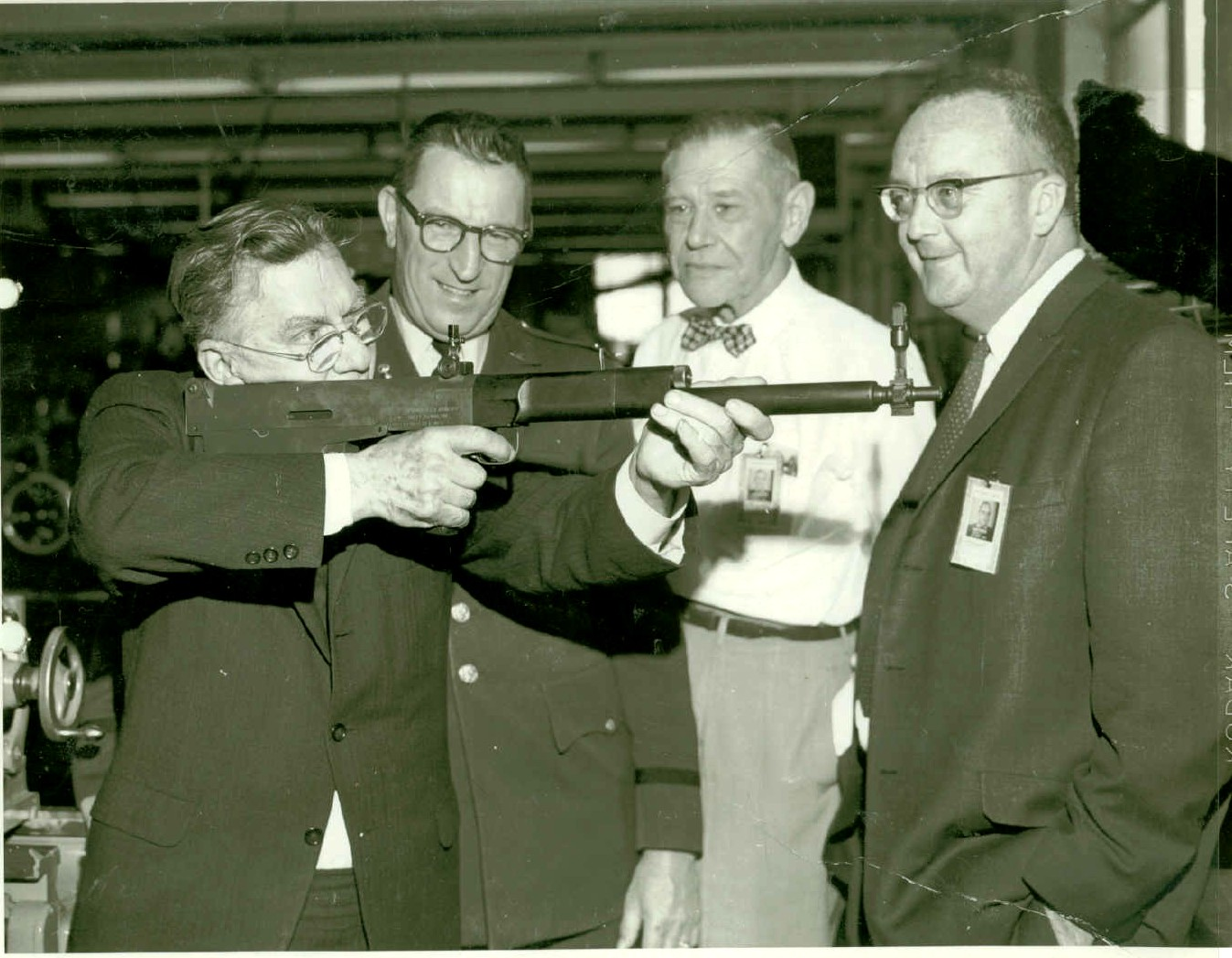
Гаранд цілиться зі своєї останньої розробки, T31 Bullpup

Наприкінці 1940-х — початку 1950-х, Гаранд розробив і побудував прототип гвинтівки за схемою булпап. Вона використовувала той самий набій, що й M1, але магазин, автоматика та форма були повністю іншими. Вона мала перемикач вогню, а темп стрільби був приблизно 600 пострілів за хвилину. Після виходу Гаранда на пенсію у 1953 роботи над другою версією гвинтівки T31 було припинено. Проект було закрито, а гвинтівку направлено до музею Спрингфілдського арсеналу у 1961 році.
Гаранд не отримав жодного роялті за свою M1, не зважаючи на випущену їх кількість — більше шести з половиною мільйонів починаючи з 20 січня 1936 року. Усі права на цей винахід належали уряду США. До Конгресу було направлено біль про преміювання Гаранда у сумі $100,000, але його не було прийнято. Гаранд залишався на посаді консультанта у Спрингфілдському арсеналі до відставки у 1953 році і помер у Спрингфілді, Массачусетс у 1974 році. Його поховано на цвинтарі Гілкерст-парк у Спрингфілді.

## Родина
Гаранд одружився з француженкою канадського походження вдовою Неллі Брюс Шепард (3 серпня 1900 — 25 лютого 1986) 6 вересня 1930 року в Олбані, Нью-Йорк. Вона мала двох доньок від попереднього шлюбу і народила в шлюбі з ним сина та доньку.

## Визнання

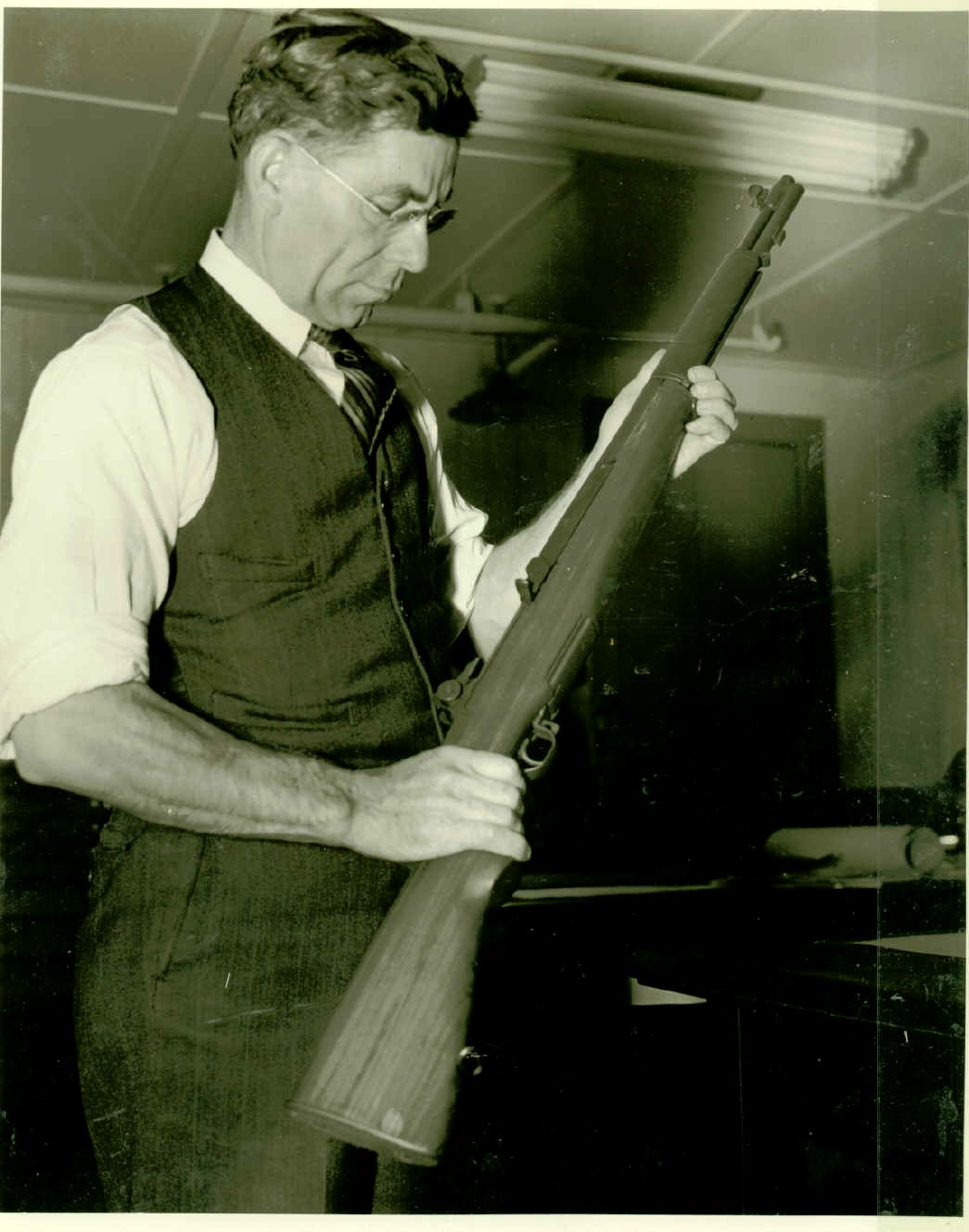
Гаранд і M1

За свою працю у Спрингфілдському арсеналі, Гаранд отримав Нагороду за похвальні цивільні заслуги у 1941 році, медаль Олександра Л. Голлі (англ. Alexander L. Holley Medal) від Американського товариства інженерів-механіків та першу Медаль за заслуги (разом з Альбертом Хойтом Тейлором) 28 березня 1944 року. У 1973 році Гаранда було введено до Зали Слави Корпусу Артилерії армії США за створення гвинтівки M1 або The Garand. Запис у залі слави підтверджує винахідницьких геній і інженерні навички Гаранда:
|  | Завдяки його інтуїтивному і інстинктивному винахідницькому генію, солдат США мав перевагу у військовій потужності під час Другої світової війни. Його чудове знання механіки і правильні рішення привели до створення численних інструментів, пристосувань і датчиків, які були необхідні для виробництва "Garand Rifle." Чудові інженерні знання у галузі зброї, зробили неоціненний внесок в історію Другої світової війни. |

## Вимова імені

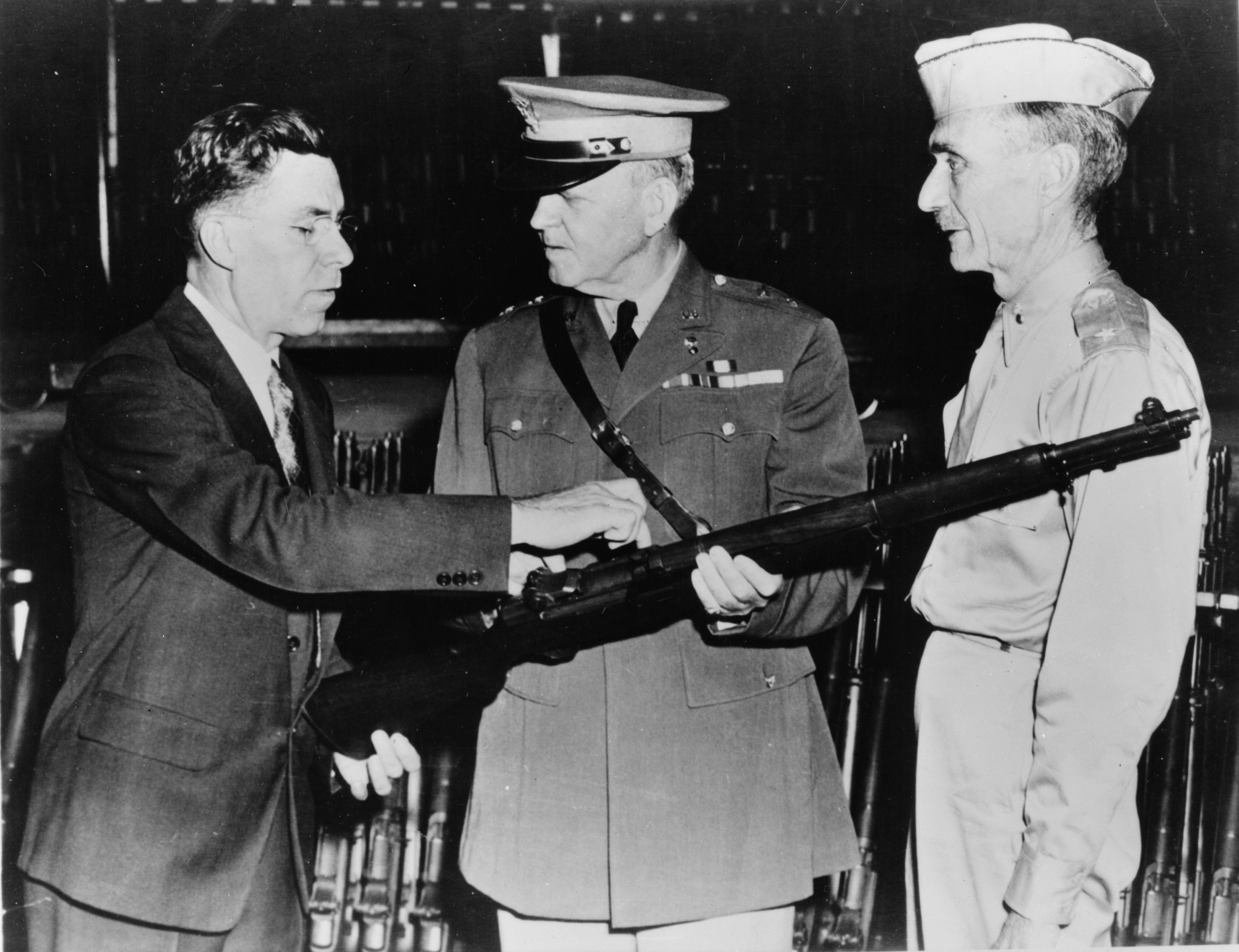
Гаранд показує переваги гвинтівки M1 генералу Чарльзу М. Вессону, Начальнику Артилерії армії США

Над вимовою прізвища Garand  постійно точаться суперечки, його вимовляють /ɡəˈrænd/ або /ˈɡærənd/. Нащадки Джона Гаранда і його близький друг генерал Джуліан Хетчер загалом погоджуються на останній вимові, тому що вона римується з errand (укр. доручення).